# Lantern Entertainment
Lantern Entertainment, LLC — американская независимая кинокомпания, основанная компанией Lantern Capital Partners после приобретения активов The Weinstein Company 16 июля 2018 года после подачи последней о банкротстве (что было вызвано осуждением соучредителя Харви Вайнштейна за сексуальные домогательства, нападения и изнасилования). Lantern Entertainment — отдельная компания, не связанная с TWC и приобрётшая все активы последней на аукционе.

## История
16 июля 2018 года компания Lantern Capital Partners купила активы The Weinstein Company (TWC) за 289 миллионов долларов. Тогда же была основана Lantern Entertainment, получившая права на библиотеку TWC, состоящую из 277 фильмов. В ноябре 2018 года компания получила полный контроль над тремя фильмами Квентина Тарантино («Бесславные ублюдки», «Джанго освобождённый» и «Омерзительная восьмёрка»), первоначально выпущенными The Weinstein Company, за 5,5 миллиона долларов.
Сообщалось, что в феврале 2019 года Lantern Entertainment достигла соглашения с The Walt Disney Company в отношении нескольких фильмов, которые не приобрела Lantern (включая фильмы «Крик 4» и «Матадор»).
13 марта 2019 года компания и Гэри Барбер возродили компанию Spyglass Media Group, в которой будет размещена бывшая библиотека TWC. Потом в качестве миноритарных держателей были привлечены итальянский кинодистрибьютор Eagle Pictures, сеть кинотеатров Cineworld (которая владела и управляла Regal Cinemas) и позже WarnerMedia/AT&T. Компания сделала мажоритарную инвестицию, включая перевод своей библиотеки фильмов в Spyglass Media Group.
В июле 2019 года Spyglass урегулировала две основные претензии, в том числе 11 миллионов долларов на Viacom в отношении сериала «Крик» (последний сезон которого был отложен до июля 2019 года) и фильму «Город грехов 2: Женщина, ради которой стоит убивать», (которую Lantern не приобрела). В марте 2020 года федеральный судья постановил, что Spyglass не несет ответственности ни за один из исходящих роялти TWC, и с этого момента она прекратил снимать фильмы и телешоу, и она был передан Spyglass Media Group и Lionsgate.

## Активы

### Текущие
Фильмы
- Spyglass Media Group

Телевидение
- Lantern Television

### Связанные библиотеки
- Библиотека The Weinstein Company (большая часть была продана Lionsgate)
  - Библиотека Dimension Films после 2005 года

### Бывшие
- Radius — неактивный лейбл
- Dimension Films — несуществующая; теперь как дочерняя компания только по имени

## Radius
Radius (стилизовано как RADiUS; ранее Radius-TWC) — неактивный кинолейбл Lantern Entertainment, бывшее подразделение TWC, для распространения мультиплатформенного видео по запросу и театрального проката. Он был запущен в 2012 году и специализировался на нишевых и независимых фильмах, а не на основных фильмах. По состоянию на 2018 год Radius выпустил около 35 фильмов, включая «Холостячки», «Как по маслу», «20 Feet from Stardom», «Только Бог простит», «Лавлэйс», «Все парни любят Мэнди Лэйн», «Мастер тай-цзи», «Fed Up», «Сквозь снег», «Citizenfour. Правда Сноудена», «Рога», «The Last Five Years» и «Оно приходит за тобой».
В августе 2015 года и Куинн, и Джанего покинули компанию, а Куинн с Тимом Лигом в 2017 году основал компанию NEON. NEON будет снимать продолжение фильма «Оно приходит за тобой». Съёмки начнутся в 2025 году.

## Фильмография

### Фильм
| Фильм                       | Дата выхода     | Примечания                                                                              |
| --------------------------- | --------------- | --------------------------------------------------------------------------------------- |
| «1+1: Голливудская история» | 11 января 2019  | Содистрибуция с STX Entertainment                                                       |
| «Пункт назначения: Смайл»   | 11 октября 2019 | Международная содистрибуция с 13 Films; в США выпущено компанией Vertical Entertainment |
| «Война токов»               | 25 октября 2019 | Международная содистрибуция с 13 Films; в США выпущено компанией 101 Studios            |
| «Парни в лодке»             | 25 декабря 2023 | Производство                                                                            |

### Телевидение
| Шоу               | Сеть           | Годы       |
| ----------------- | -------------- | ---------- |
| «Проект «Подиум»» | Bravo Lifetime | 2018–н. в. |
| «Крик»            | VH1            | 2019       |